# Alcis eutethis
Alcis eutethis là một loài bướm đêm trong họ Geometridae.